# Serra da Ibiapaba

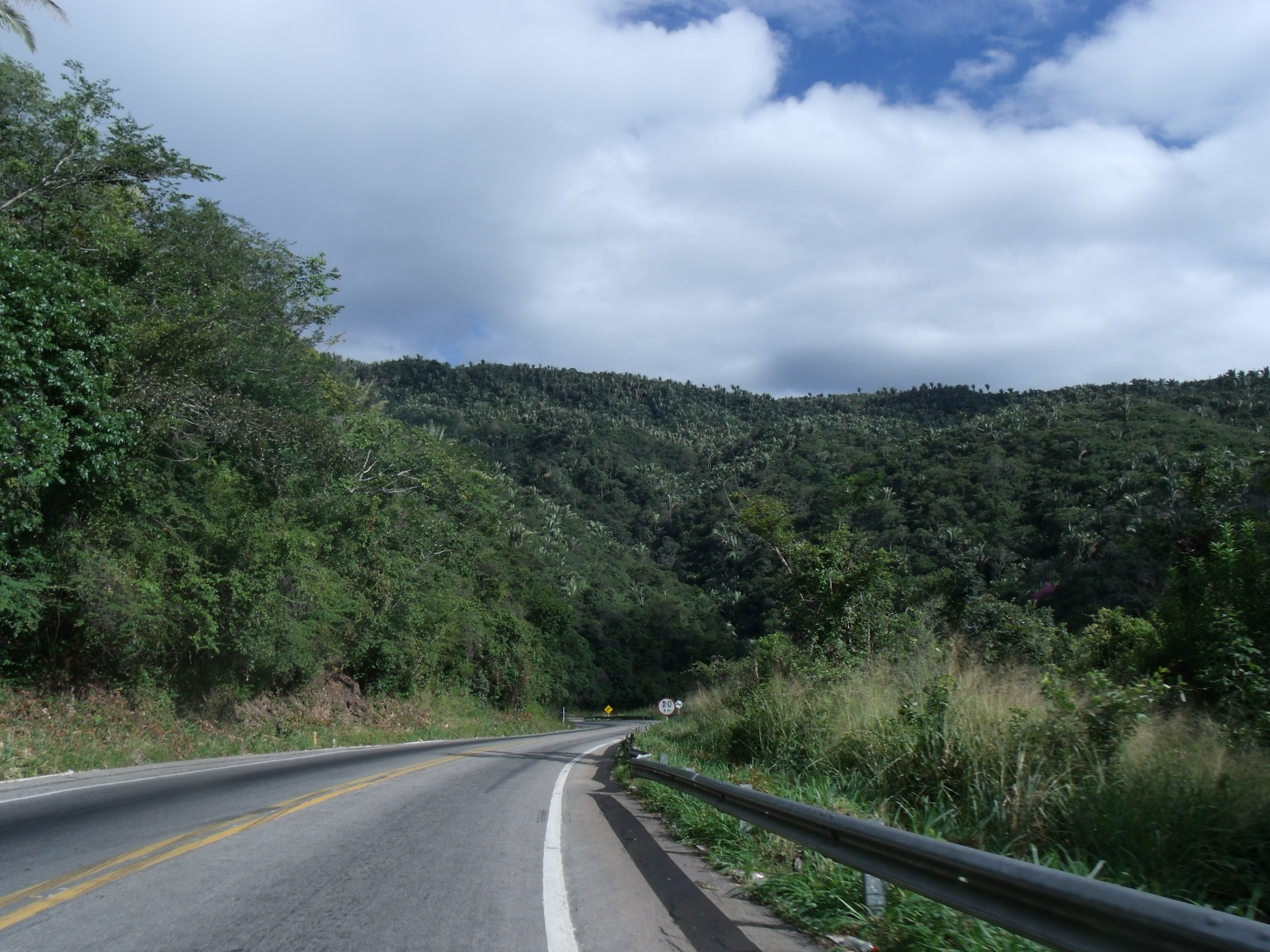
BR-222 na ladeira da Serra de Ibiapaba, em Tianguá

A Serra da Ibiapaba, também conhecido como Serra Grande, Chapada da Ibiabapa e Cuesta da Ibiapaba, é uma região montanhosa que se localiza entre os estados do Piauí e do Ceará.
Possui uma grande biodiversidade e importância no cenário social, ambiental, econômico, cultural e histórico do Ceará, sendo um dos palcos da colonização no estado. Abrange oito municípios: Viçosa do Ceará, Tianguá, Ubajara, Ibiapina, São Benedito, Carnaubal, Guaraciaba do Norte e Croatá, além de se estender por regiões dos municípios de Granja, Ipu e regiões do Piauí. Desde o século XIX está em uma zona de conflitos fronteiriços entre o governo do Piauí e do Ceará até a atualidade.

## Toponímia
O topônimo "Ibiapaba" é oriundo do termo tupi yby'ababa, que significa "terra fendida" (yby, terra +  'ab, cortar + aba, sufixo).

## História

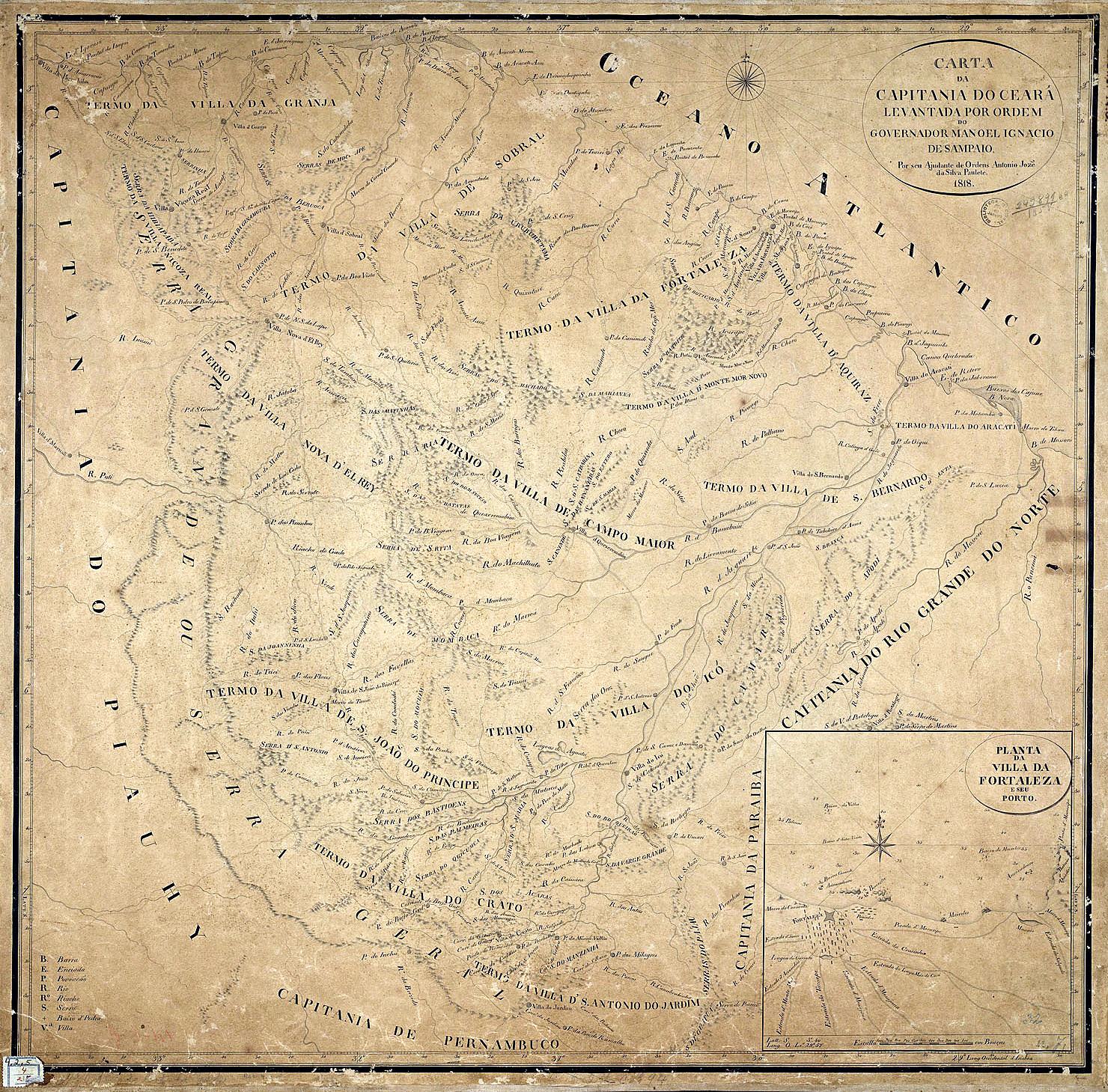
Na Carta da capitania do Ceará, de António José da Silva Paulet, 1818, a serra é referida por Serra Grande ou Serra Geral.

A região da Ibiapaba é muito rica em biodiversidade e recursos minerais, sendo habitada desde tempos imemoriais por povos indígenas como os Takarijús e Aconguaçús (ou Kamamús). Relatos jesuíticos afirmam que um povo de origem tupi, os Tabajaras, chegaram na Ibiapaba, vindos de migrações da região norte do Rio São Francisco, ficando conhecidos como "Os Senhores da Serra".
Com o Tratado de Tordesilhas, o atual território do Ceará foi revindicado como posse dos portugueses, mas não houve presença portuguesa no Ceará durante todo século XVI. Os primeiros europeus a entrarem no territórios do estado foram franceses que em 1590, se instalaram na Serra da Ibiapaba, liderados por Adolf Montbille, dando origem a Feitoria da Ibiapaba e fundando o Forte Saint-Alexis, assim passaram conviver com os indígenas tabajaras, comercializando Pau-brasil e Pimenta. No início do século XVII, a feitoria é liderada por Jacques Riffault, enquanto os tabajaras tinham dois grandes morubixabas: Irapuã (Mel Redondo), na atual Viçosa do Ceará e Juripariguaçu (Diabo Grande), na atual Ibiapina. Os relatos jesuíticos contam que nessa época, a serra possuía mais de setenta aldeias tabajaras.
A primeira tentativa de colonização cearense por portugueses, se deu em 1603, pelo capitão açoriano Pero Coelho de Sousa e Martim Soares Moreno que erguem o Forte de São Tiago na foz do Rio Jaguaribe e iniciam uma marcha até a Ibiapaba, acompanhados de 86 soldados e 200 indígenas escravizados, com objetivo de expulsar os franceses. A expedição chegou na Ibiapaba em Janeiro de 1604, resultando em uma série de conflitos entre a aldeia do morubixaba Irapuã até as margens do Rio Arabê. Os franceses acabaram fugindo para o Maranhão, enquanto os Tabajara foram forçados a se aliarem dos portugueses, também devido ao grande número de doenças trazidas pelos soldados de Pero Coelho, enfraquecendo as forças indígenas. Ao partir, o capitão açoriano levou escravizados tabajaras para Recife e foi punido pelo governador da capitania pernambucana. Porém, no ano seguinte, a primeira seca registrada atinge o estado e força os lusitanos a fugirem. 

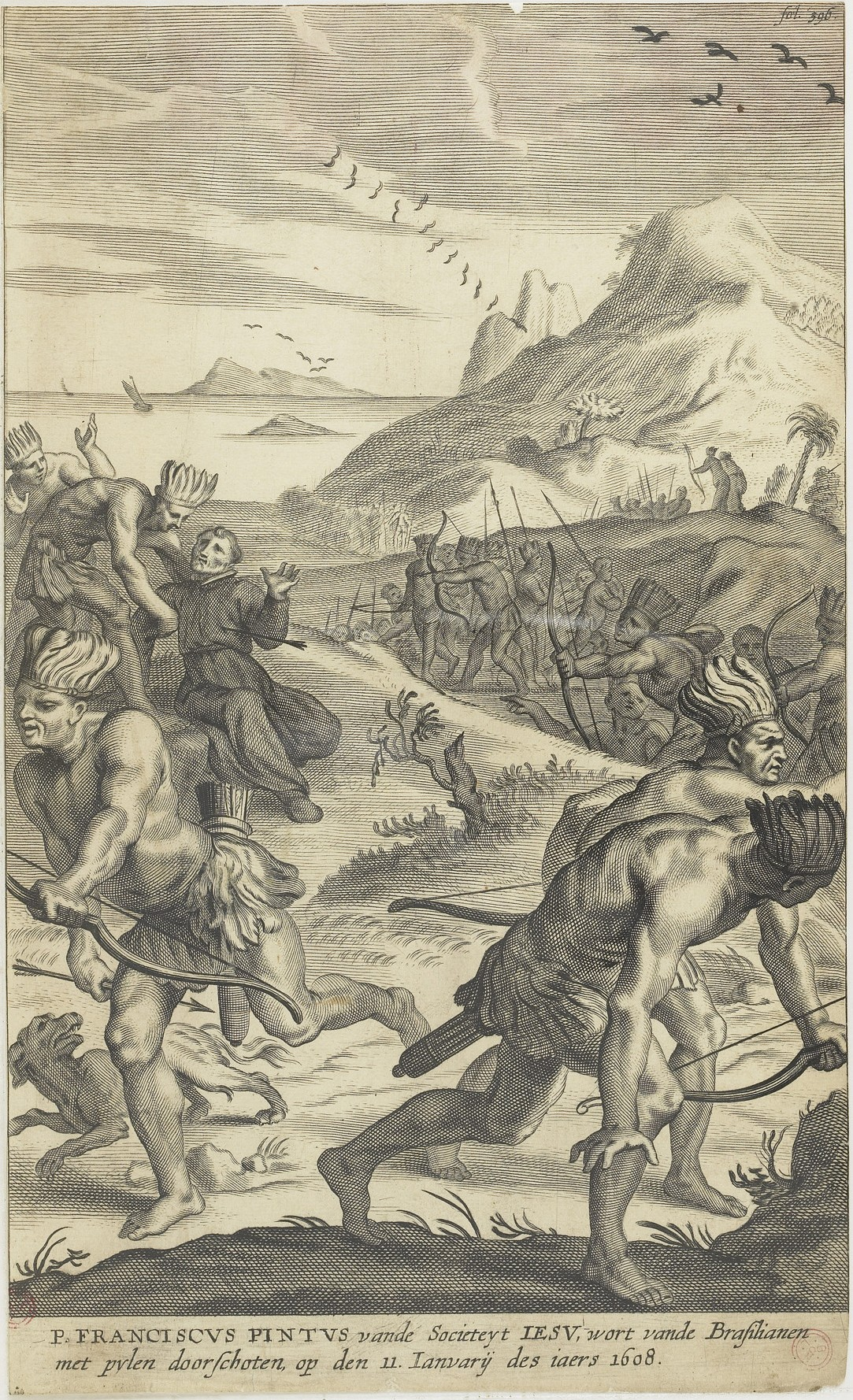
Assassinato do Pe. Francisco Pinto em 1608, por indígenas Tokarijús.

Em 1607, a colonização cearense foi retomada pelos jesuítas portugueses Francisco Pinto e Luís Figueira que chegaram na Ibiapaba com objetivo de catequizar os nativos e fundar um aldeamento jesuítico. Os jesuítas são recebidos pelos Tabajaras na aldeia do morubixaba Juripariguaçu e seu irmão, Diabo Ligeiro, onde os jesuítas continuaram escreverem "A Relação do Maranhão", o primeiro documento escrito em território cearense. Também fazem o primeiro registro da passagem do cometa Hale-Bopp nas Américas, em Setembro daquele ano. No documento citado, os jesuítas relatam que as doenças, guerras e escravização trazida pelos lusitanos ficou marcado em inúmeras tribos indígenas do Ceará, desde as tribos do Rio Jaguaribe, até as da Ibiapaba, por isso, os tabajaras migraram aos montes para o Maranhão, onde viviam seus parentes Tupinambás, o que resultou na redução das setenta aldeias locais, para só duas grandes aldeias (de Irapuã e Juripariguaçu). Mas uma tragédia ocorre em 11 de Janeiro de 1608, quando o padre Francisco Pinto é assassinado por Tokarijús, incentivados por franceses que ainda mantiam contato na região. O assassinato do padre marcou o povo Tabajara que sepultou seu corpo no sopé da serra e elevou a imagem do padre a um espírito conhecido localmente como "Pai Pina". Por fim, o jesuíta Luís Figueira foge da serra e os tabajaras iniciam um conflito com os Tokarijús, de origem tapuia, estes habitavam principalmente os sertões do oeste, indo até o atual município de São Miguel do Tapuio. 
Após a morte do jesuíta, a Ibiapaba não foi alvo de expedições lusitanas por décadas, somente visitada pelo padre francês Yves d'Évreux, em 1612, que registrou as ricas histórias e vários costumes dos indígenas locais, como a caça da formiga Tanajura e a "Lenda dos Campos Elísios", em que os tabajaras afirmaram que abaixo das três maiores aldeias tabajaras da época, haviam três outras aldeias subterrâneas: Ibirupiguia, Inambuapixoré e Anhamari, onde os espíritos dos mortos habitam, incluindo o padre Francisco Pinto, vivendo em fartura, festividade e grande descanso. Também foi rapidamente visitada pelo frei Christovam Severim de Lisboa, em Maio de 1626, quando ele excursionava para o Fortim de São Sebastião (atual Fortaleza), passando na região de Ibiapina, onde ficava a aldeia tabajara de Juripariguaçu.
Em 1654, o líder potiguara Antônio Paraupaba chega na Ibiapaba acompanhado de milhares de indígenas potiguaras de Pernambuco, Paraíba e Rio Grande do Norte, vinham fugindo após o fim do domínio holandês no Nordeste. Antônio Paraupaba tinha objetivo de fundar uma república calvinista na Ibiapaba, com apoio dos holandeses, sendo chamada "República Cambressive". Rapidamente a coroa portuguesa reagiu e tentou impedir, enviando o jesuíta Francisco Ribeiro, para liderar outra tentativa de aldeamento na serra. Ao chegar, é recebido pelos Tabajaras que ainda celebravam a memória de "Pai Pina", ele registra toda sua experiência no documento "Relação da Ibiapaba". Mesmo após o fracasso da República de Cambressive (devido a falta de apoio holandês), o jesuíta registra o impacto desse evento nos indígenas tupi da Ibiapaba, onde uma parte possuiam uma religião com traços cristãos, enquanto outros já eram completamente evangelizados no protestantismo, devido a influência holandesa e francesa. Também nota que parte da população usava roupas de seda, vindas de trocas com holandeses e franceses do Maranhão, além de terem alguns indivíduos bem letrados. A sociedade indígena da Ibiapaba, relatada no documento de Francisco Ribeiro foi única no estado, redendo o apelido de "Genova do Sertão". A serra foi visitada em 1660 pelo famoso jesuíta António Vieira, porém dois anos depois, os jesuítas são novamente expulsos da Ibiapaba em um conflito com o tuxaua Simão Tagaibuna dos Tabajaras, que se revoltou contra a repressão que os indígenas estavam sofrendo pelos jesuítas, tendo seus costumes e tradições  marginalizados. As forças coloniais prendem o líder Tabajara por um tempo, por ter levado o fracasso da missão jesuíta na serra.
Após a segunda tentativa fracassada de erguer uma aldeia jesuíta na Ibiapaba, se passaram mais três décadas sem missões ao local. Em 1694, ocorre novas tentativas de colonização na serra com o padre jesuíta Ascenso Gago e Manuel Pedroso, que novamente tenta fundar uma missão jesuíta na atual Viçosa do Ceará.  Os indígenas da Ibiapaba estavam cada vez mais atentos aos avanços portugueses pelos sertões, litorais e serras da região, nessa mesma época estava ocorrendo a Confederação dos Cariris, onde grupos indígenas do sertão do Cariri se uniram em uma resistência aos portugueses. Os Tabajaras da Ibiapaba temiam a perda de suas terras e perseguição de sua cultura pelos portugueses invasores, por isso, concordaram com o aldeamento pelos jesuítas Ascenso Gago e Manuel Pedroso, em uma tentativa pacífica de manter suas terras e costumes. A partir de 1700, a Aldeia da Ibiapaba (atual Viçosa do Ceará) foi reconhecida como primeiro povoamento colonial na serra, sendo elevada para vila em 1759, devido as Reformas Pombalinas. Foi seguida por Guaraciaba do Norte, elevada em 1791 e Ipu, elevado em 1842. 
Durante o início do século XX, ocorre o Ciclo da Borracha, na Amazônia brasileira, resultando na migração de vários cearenses para trabalharem naquela região, incluindo vários moradores de Viçosa do Ceará e Tianguá. Após a Segunda Guerra Mundial, muitos nordestinos voltaram para suas cidades natais, trazendo consigo várias tradições e plantas nativas da Amazônia. Foi assim que na década de 70, chegaram várias plantações na Ibiapaba, como os Açaízeiros e Pupunhas, tornando a região um destaque na produção desses frutos até hoje.
Atualmente, é uma grande produtora de hortaliças e flores que são exportadas para a Europa e também é grande produtora de cana-de-açúcar e derivados como cachaça, rapadura, mel e alfenim, entre outros, distribuindo estes produtos para toda a Região Norte do Ceará e parte do Piauí.  

## Características Geográficas

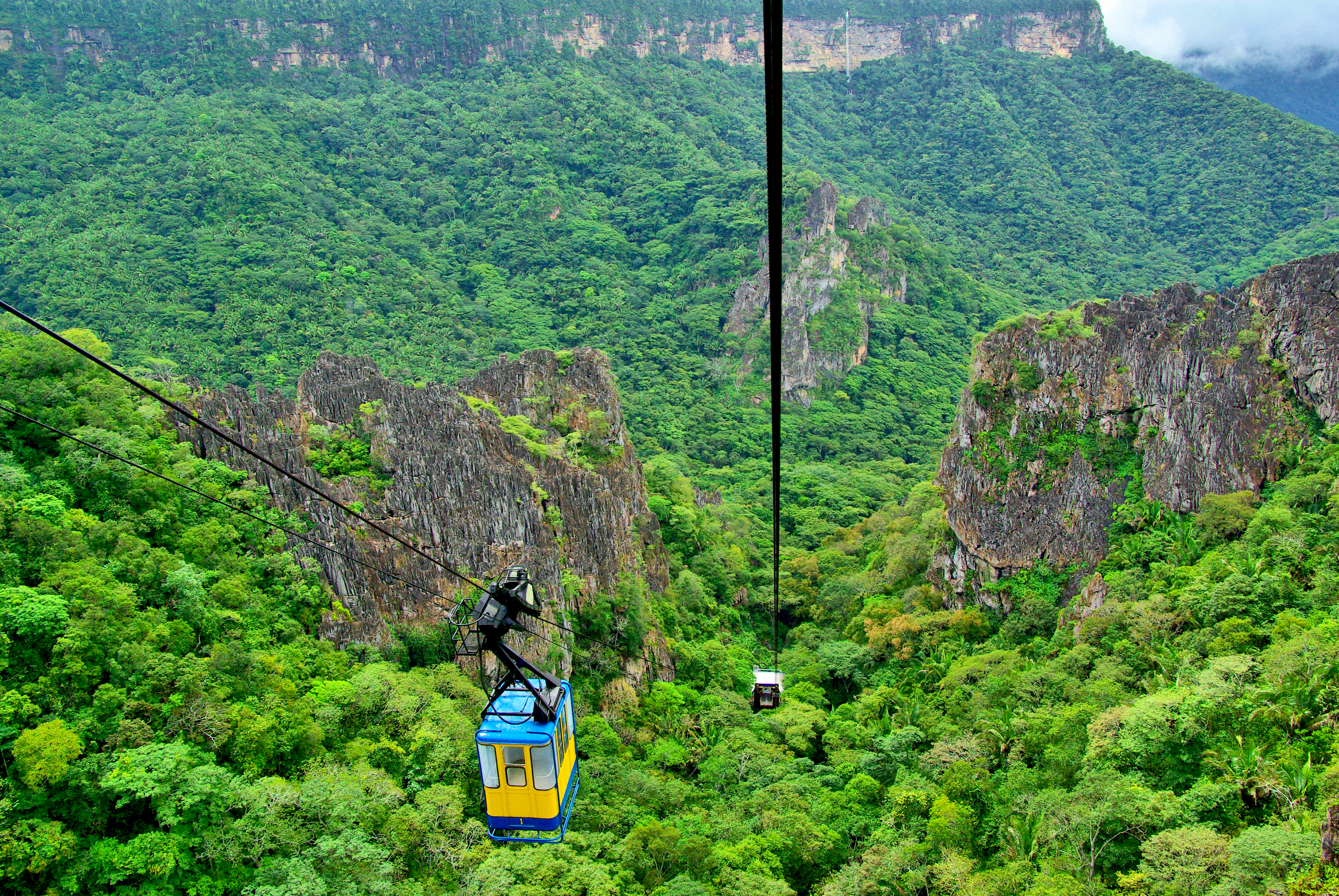
Vista do Bondinho, do Parque Nacional de Ubajara.

Atravessa de norte a sul o extremo oeste do Estado, limitando-o com o Piauí. Caracterizando-se como uma cuesta, seu relevo possui uma escarpa íngreme voltada para o Ceará e outra, cujo declive, é bastante suave e gradual em direção ao oeste, voltada para o Piauí. As altitudes médias são de 750m. De norte a sul e de leste a oeste, ocorrem variações nítidas de condições climáticas. Na sua vertente voltada para a Depressão Sertaneja cearense, em especial na parte nordeste de cuesta, possui vegetação tropical frondosa e densa, sendo considerada Mata Atlântica, por está em uma zona de transição possui micro-biomas de cerrado, matas dos cocais, floresta amazônica e caatinga, em alguns pontos, estas vegetações aparecem mescladas. Tem rica fauna, com muitas aves, roedores e mamíferos de grande porte. Nesta região ocorre a mais intensas pluviosidades do território cearense, superior a 2.000mm. Por outro lado, percorrendo-se alguns quilômetros para oeste, as chuvas orográficas não são mais tão intensas e configuram um clima semi-árido com vegetação de carrasco. Da mesma forma, do norte para o sul, vão diminuindo as pluviosidades, o que resulta na predominância da caatinga na parte sul da cuesta, particularmente após o boqueirão constituído pelo Rio Poti. 
Na parte sul da cuesta, as altitudes são em média 150 m abaixo das observadas na face norte, encontrando-se nessa região as maiores altitudes do estado do Piauí, inclusive o ponto culminante do estado, localizado na zona rural do Município de Assunção do Piauí - PI,  próximo da fronteira com o Ceará, com cerca de 865m acima do nível do mar. Por fim, já ao extremo sul do planalto da Ibiapaba,  próximo a Chapada do Araripe, encontra-se o distrito de Cova Donga, na zona rural do município de Pio IX - PI, que fica as margens da BR 020, na divisa sul entre Piauí e Ceará, estando a uma altitude de 798m, onde foram construídos postos fiscais pelos dois estados. O local é famoso por sediar um dos maiores projetos de plantação de caju para produção de castanha do Brasil, a Fazenda Planalto. 
Um destino turístico famoso da região é a Serra de Ubajara, famosa por seu bondinho, cachoeiras e grutas, destacando-se a Gruta de Ubajara. Há também uma abundância de cursos e quedas d'água, destacando-se a Bica do Ipu, cujas águas lançam-se do Pico Angelim, na Serra da Amontada, a 135m de altitude, a Bica do Donato em Pires Ferreira, que é uma ótima opção para uma trilha ecológica e a Cachoeira da Pirapora em Viçosa do Ceará, na divisa com o Estado do Piauí.

## Fauna e Flora

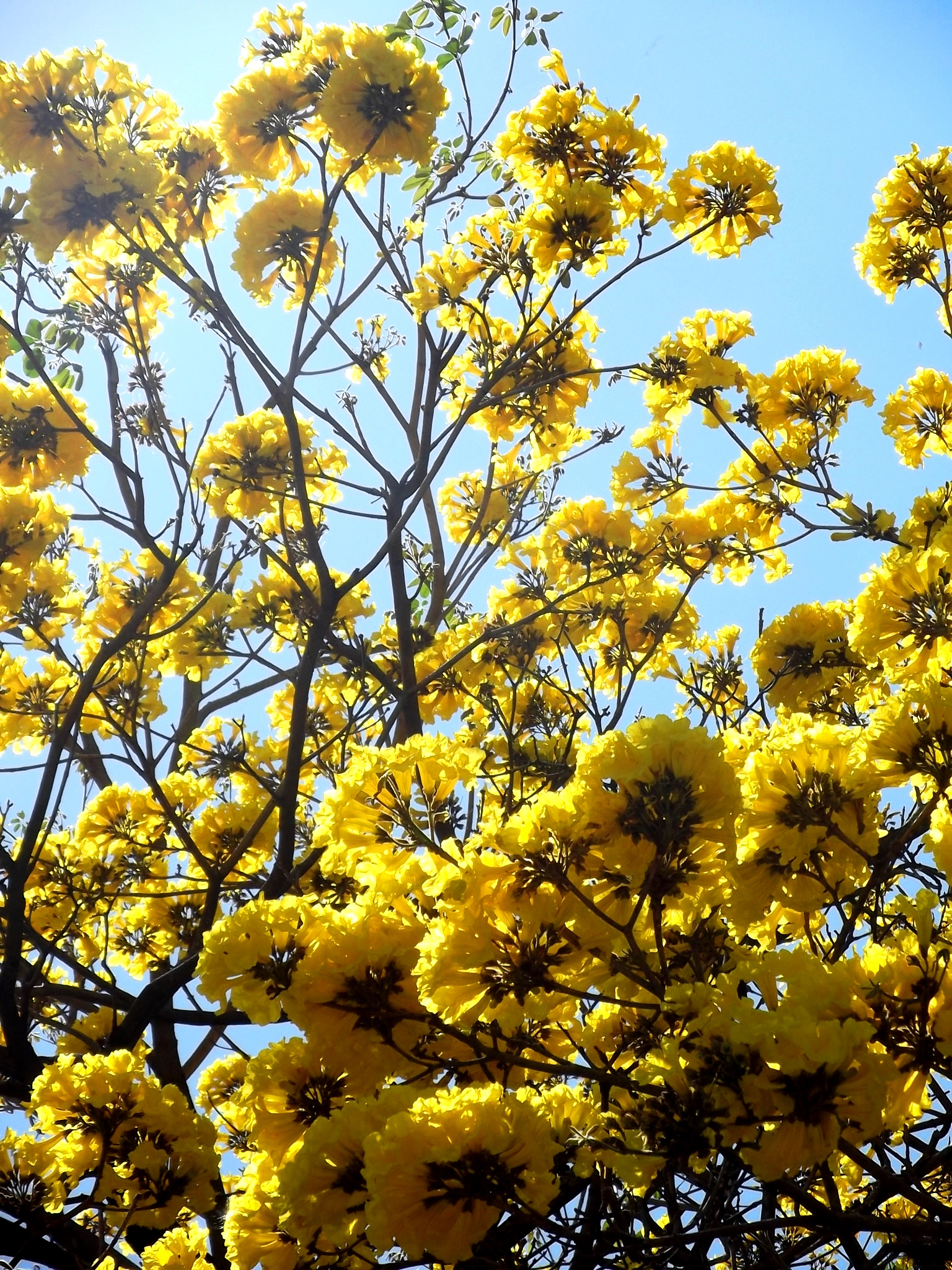
Flores do ipê-amarelo-flor-de-algodão, presente na região ibiapabana.

A Ibiapaba é um dos maiores destaques de biodiversidade do Ceará, sendo a região de altitude mais rica em plantas com flores de todo semiárido nordestino, contando com mais de 400 espécies (incluindo nativas e exóticas). Entre as principais plantas estão o Ipê-Amarelo e o Ipê-Roxo.
Apesar da expansão populacional e crescente de desmatamento e queimadas no estado, a Ibiapaba segue como um dos últimos refúgios de Onça-parda no Ceará.  Também há presença de outros animais como macacos-pregos, sapos-cururus e jararacas. 

## Clima
Devido à altitude, o inverno na Serra da Ibiapaba tem temperaturas amenas em comparação com as demais regiões do Ceará, com a ocorrência de neblina no começo da manhã e com frequência à noite, dando à paisagem a aparência das regiões de clima frio, como Sul do País. É comum entre o meses de Junho, Julho e Agosto os termômetros registrarem temperaturas entre 13,5°C e 15°C. Nos pontos mais elevados da serra como em São Benedito e Guaraciaba do Norte, o frio pode ser mais intenso e as temperaturas chegam aos 13°C, mas em outras cidades da Ibiapaba isso também pode acontecer. As temperaturas frias e as manhãs de neblina na serra são registradas desde a colonização da região durante o século XVII, no documento "Relação da Ibiapaba" do jesuíta Francisco Ribeiro. 
Segundo dados da estação meteorológica do INMET (Instituto Nacional de Meteorologia) localizada em Tianguá, a temperatura local chegou a 13,6°C na madrugada de 9 de agosto de 2020, a menor temperatura do estado do ano. Em Julho de 2021, a temperatura mais baixa do estado, foi 13,6°C na cidade de São Benedito. Em 2022, a cidade de Tianguá alcançou 14,4° C em 27 de agosto de 2022, a segunda menor temperatura do estado naquele ano. No ano de 2023, a temperatura mais baixa do estado foi novamente 13,6°C, em São Benedito, no mês de Julho. Em 14 de junho de 2024, a menor temperatura do estado até então, foi registrada em Tianguá, com 16,8°C, enquanto a segunda menor do estado foi 17,1°C, em Viçosa do Ceará.

## Hidrografia
A Serra da Ibiapaba está dentro de sua própria bacia hidrográfica, a Bacia da Ibiapaba, abragendo dez municípios, incluindo Ipueiras e Poranga. Por decreto, desde Novembro de 2012, possui o "Comitê da Bacia Hidrográfica da Serra da Ibiapaba", um colegiado de caráter consultivo e deliberativo a respeito da bacia hidrográfica local.

### Açude Jaburu I
O Açude Jaburu I é o principal responsável pelo abastecimento da população local, estando localizado entre os municípios de Tianguá e Ubajara. Foi criado em 1983 , com  a barragem do Riacho Jaburu, desde então se tornou o maior açude em cima de um alto relevo do mundo. Devido ao solo ibiapabano, de origem arenitica (Sedimentar), o açude é único no estado, tendo um solo frágil e suscetível, por isso passou por dez intervenções na sua estrutura, como em 1992, 2002, 2008 e 2009, resultando na diminuição da sua capacidade hidrográfica, devido ao solo. Originalmente, repressava 210 milhões de m³, mas com as reformas foi reduzido para 140, 3 milhões de m³, sua barragen atinge 48,1m de altura. Seu último sangramento foi em 2009. Na época de sua fundação, foram colocados no Açude alguns peixes Tucunarés, exóticos na fauna local.

### Cachoeira da Pirapora
As Cachoeiras da Pirapora são quedas de água situadas no município de Viçosa do Ceará, Estado do Ceará, no Brasil.
Estão localizadas no rio Pirangi, um dos afluentes do rio Parnaíba. Ficam a cerca de 30 km da cidade de Viçosa do Ceará, e a 382 km de Fortaleza, a capital do Ceará bem próximo a divisa com o Piauí. São uma conjunto de quedas d'águas formando quatro cachoeiras em escala crescente, sendo a última e maior, já no estado do Piauí, a Cachoeira do Engenho Velho, que possui cerca de 30 metros de altura. A segunda maior é Cachoeira do Pinga que é a terceira queda d'água com cerca de 15 metros de altura e 30 de largura.

## Área de Proteção Ambiental
A Área de Proteção Ambiental Serra da Ibiapaba foi criada em 26 de novembro de 1996. A APA está situada na biorregião do complexo da Serra Grande, localizada nos estados do Ceará e Piauí. No Ceará, a APA abrange os municípios de Chaval, Granja, Moraújo, São Benedito, Tianguá, Uruoca e Viçosa do Ceará. Já no Piauí, são 20 municípios: Batalha, Bom Princípio do Piauí, Brasileira, Buriti dos Lopes, Buriti dos Montes, Caraúbas do Piauí, Caxingó, Cocal, Cocal dos Alves, Domingos Mourão, Juazeiro do Piauí, Lagoa de São Francisco, Luís Correia, Milton Brandão, Pedro II, Piracuruca, Piripiri, São João da Fronteira, São José do Divino e Sigefredo Pacheco.
A APA tem como objetivos: 
- I - garantir a conservação de remanescentes de cerrado, caatinga e mata atlântica;
- II - proteger os recursos hídricos;
- III - proteger a fauna e flora silvestres;
- IV - melhorar a qualidade de vida das populações residentes, mediante orientação e disciplina das atividades econômicas locais;
- V - ordenar o turismo ecológico;
- VI - fomentar a educação ambiental;
- VII - preservar as culturas e as tradições locais.

Seu Conselho Consultivo foi criado em 2012, 16 anos após a criação da Unidade de Conservação, pela Portaria nº 105, de 8 de outubro de 2012, com a finalidade de contribuir para a criação e implementação do plano de manejo. A composição do Conselho foi modificada em 2019 pela Portaria nº 2 de 9 de abril de 2019. Segundo verificação do Instituto Socioambiental, a APA possui a extensão de 1.592.550 hectares (ha), sobrepondo cerca de 6.321 ha com o Parque Nacional de Sete Cidades, localizado nos municípios de Brasileira e Piracuruca, ambos piauienses.

## Filhos Ilustres

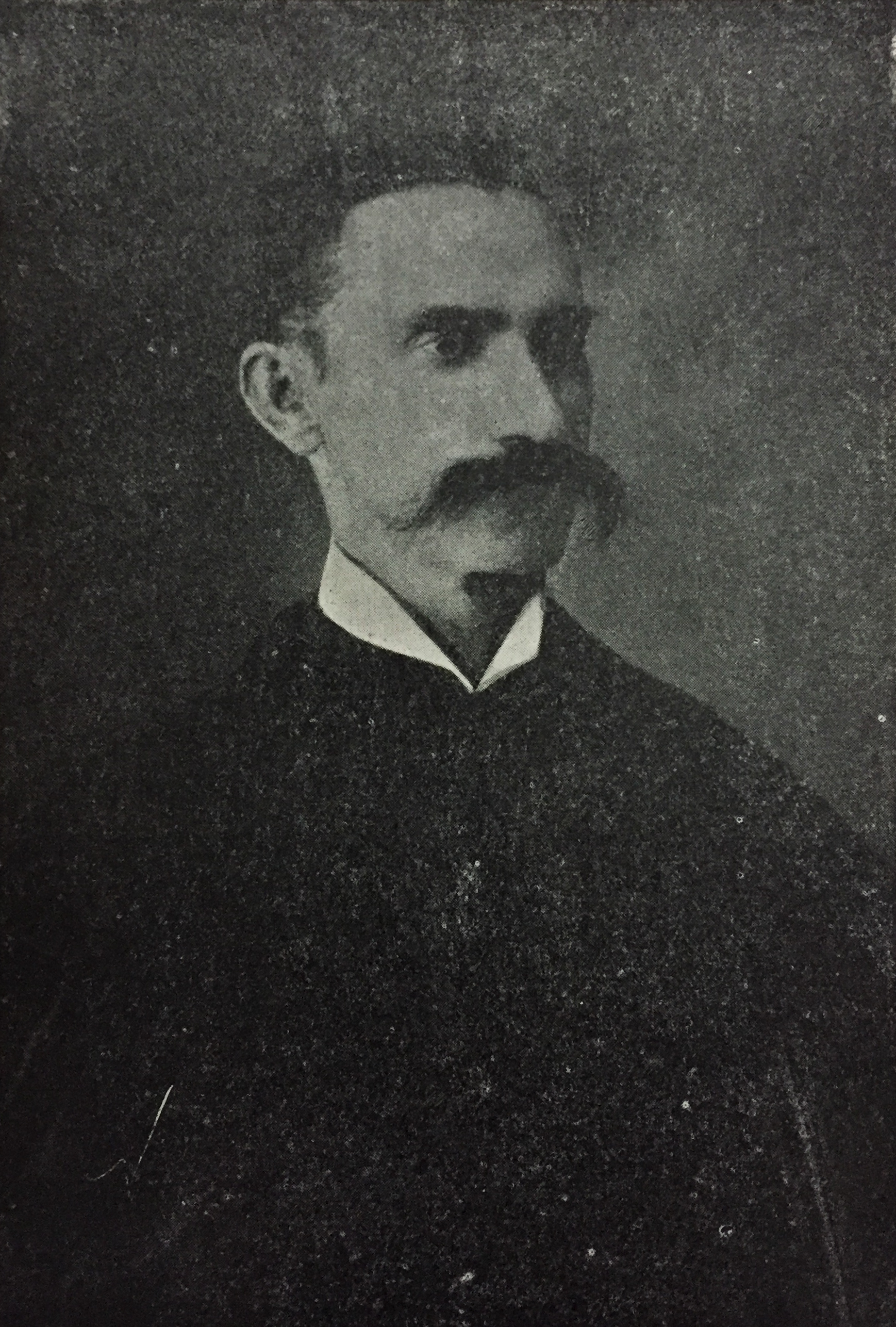
O filósofo Farias Brito, nascido em São Benedito, na Ibiapaba.

- Antônio Tibúrcio de Sousa (1837-1885), Viçosa do Ceará. General de Brigada, condecorado e político.
- Bezerril Fontenele (1850-1926), Viçosa do Ceará. Marechal do Exército e político.
- Almirante Rubim (1856-1926), Tianguá. Almirante da Marinha e escritor.
- Clóvis Beviláqua (1859-1944), Viçosa do Ceará. Filósofo, historiador, legislador e jurista.
- Raimundo de Farias Brito (1862-1917), São Benedito. Filósofo e escritor.
- Agesilau de Aguiar (1879-1957), Tianguá. Sacerdote católico e figura política.
- Monsenhor Tibúrcio (1918-2012), São Benedito. Sacerdote católico, educador, escritor e figura política.
- Felizardo de Pinho Filho (1918-2025), Viçosa do Ceará. Farmacêutico, político, Deputado Estadual e centenário.
- Leôncio de Aguiar (1930-2000), Tianguá. Advogado, político, promotor, escritor e Deputado Estadual.
- Valdecy de Abreu (1948-), Tianguá. Escritor, radialista, professor, poeta e músico.
- Maria Edileuza Reis (1954-), Viçosa do Ceará. Diplomata e embaixadora brasileira.
- Ivan Frota Araújo (1956-), Tianguá. Jornalista e radialista.
- Valdeída Vasconcelos (1962-2021), Tianguá. Professora e diretora.
- Vânia de Vasconcelos (1968-), Tianguá. Professora, escritora, palestrante e pesquisadora.

## Tabela por Município
| Município           | Altitude   | Área (km²) | Criação do Município | População (2017) | DENSIDADE (Hab./Km²) (2017) | PIB (R$ mil) (2015) | PIB per capita (R$) (2015) |
| ------------------- | ---------- | ---------- | -------------------- | ---------------- | --------------------------- | ------------------- | -------------------------- |
| Guaraciaba do Norte | 950 metros | 611,46     | 1791                 | 39.445           | 64,51                       | 325.717             | 8.320                      |
| São Benedito        | 903 metros | 338,25     | 1872                 | 46.648           | 137,91                      | 378.749             | 8.203                      |
| Ibiapina            | 878 metros | 414,94     | 1878                 | 24.997           | 59,83                       | 162.102             | 6.576                      |
| Ubajara             | 847 metros | 421,03     | 1915                 | 34.332           | 81,54                       | 336.284             | 9.952                      |
| Tianguá             | 775 metros | 908,89     | 1890                 | 74.719           | 82,21                       | 867.094             | 11.802                     |
| Carnaubal           | 763 metros | 364,81     | 1957                 | 17.631           | 48,33                       | 96.701              | 5.537                      |
| Viçosa do Ceará     | 740 metros | 1.311,63   | 1758                 | 60.030           | 45,77                       | 330.777             | 5.614                      |
| Ipu                 | 636 metros | 629,32     | 1842                 | 41.576           | 66,07                       | 314.753             | 7.604                      |
| Croatá              | 571 metros | 696,98     | 1988                 | 17.874           | 25,64                       | 100.700             | 5.680                      |

## Região de Planejamento do Ceará
A Lei Complementar Estadual nº 154, de 20 de outubro de 2015, define a nova composição da região de planejamento da Serra da Ibiapaba, sendo a regionalização fixada em 9 municípios: Carnaubal, Croatá, Guaraciaba do Norte, Ibiapina, Ipu, São Benedito, Tianguá, Ubajara e Viçosa do Ceará.
- Características geoambientais dominantes: Domínios naturais do Planalto da Ibiapaba e dos sertões.
- Área territorial (km²) - (2010): 5.697,30
- População - (2014): 350.423
- Densidade demográfica (hab./km²) - (2014): 61,46
- Taxa de urbanização (%) - (2010): 51,95
- PIB (R$ mil) - (2012): 1.920.066,42
- PIB per capita(R$) - (2012): 5.625,50
- % de domicílios com renda mensal per capita inferior a ½ salário mínimo - (2010): 65,86